# Jatiel
Jatiel és un municipi d'Aragó a la comarca del Baix Martín (província de Terol)

## Demografia
| 1991 | 1996 | 2001 | 2004 |
| ---- | ---- | ---- | ---- |
| 76   | 72   | 54   | 63   |